# Џон Ди
Џон Ди (енгл. John Dee; Лондон, 13. јул 1527 — Мортлејк, децембар 1608. или март 1609) је био уважени енглески математичар, астроном, астролог, алхемичар, географ, окултиста и саветник краљице Елизабете I. Такође, велики део свога живота посветио је алхемији, девинацији и Херметичкој филозофији.
Ди се сматра зачетником идеје о Британском царству, а значајно је и његово заговарање оснивања сталне британске морнарице.
За свога живота сакупио је највећу библиотеку у Енглеској и једну од навећих у Европи тога времена.

## Биографија

### Школовање
Мало се зна о његовом детињству. Родио се у породици велшког порекла као син оца Роланда Дија, племића у служби краља Хенрија Осмог и мајке Јане Вајлд. Од 1537. до 1542. године школовао се у црквеној школи у Шелмсфорду у Есексу. Године 1542. почео је похађати колеџ Св. Џона у Кембриџу, где је учио грчки и математику. Током студија развио је интерес за механику, картографију и навигацију. Године 1546. студирао је математику уз стипендију на Тринити колеџу у Кембриџу код хуманисте сер Џона Чекеа.
У мају 1547. године отпутовао је у иностранство, где је скупљао рукописе и књиге и упознао се с неким од најсвестранијих људи тога доба. Срео је Жерарда Меркатора, познатог картографа, Гему Фрисиуса, великог космографа и саветника Карла Петог, Педра Нунеса, португалског краљевског космографа и професора математике у Куамбри, као и Оронцеа Финеа, професора математике на Краљевском Колеџу.
Године 1548. вратио се из Холандије где је студирао навигацију. У периоду 1548.-1551. године похађао је колеџ у Лоуену у данашњој Белгији.

### Служба на двору
По повратку у Енглеску, Ди је одлучио савладати све што се тада знало о астрономији, астрологији, математици, алгебри, географији, навигацији, алхемији и кабали.
Неко време био је приватни учитељ у дому грофа од Пемброкеа да би потом прихватио службу на двору краља Едварда. У лето 1555. нашао се у затвору због израде хороскопа за краљицу Марију под оптужбом за велеиздају, но ослобођен је и пуштен на слободу.
Ди је био страствени библиофил. У Мортлејку је за то време створио огромну библиотеку која је садржала књиге о религији, филозофији, анатомији, медицини, музици, архитектури, географији, навигацији, књижевности, историји и окултизму. И сам је објавио књигу о астрологији Propaedeumata aphoristica, алхемијски рад Monas hieroglyphia и астрономско дело Parallacticae commentationis praxosque у коме обрађује тригонометријске теореме о утврђивању паралакса нове звезде, што потврђује његову склоност Коперникову раду.
Од 1558. године делује на двору краљице Елизабете I која га узима под своју заштиту. У то време слободно се бави окултним истраживањима.
Године 1576. уложио је новац у поморска истраживања и кренуо на пловидбу Атлантиком у потрагу за северозападним пролазом ка истоку. То га је путовање инспирисало да напише књигу "Опште и појединачне успомене о савршеној уметности Навигације" (General and Rare Memorials pertaining to the Perfect Arte of Navigation), која је објављена 1577. године.

### Окултизам и путовање по Европи
Године 1581. Ди је упознао самопроглашеног медија Едварда Талбота (касније Едвард Кели) који ће му помоћи израдити нови магијски алфабет. Од тог времена Ди у потпуности занемарује остала подручја занимања и посвећује се искључиво алхемијским и окултним наукама.
Медиј Кели је уз Дијеву асистенцију помоћу разних кристала наводно комуницирао с оностраном интелигенцијом. Кели је, наиме, тврдио да у Дијеву кристалу види арханђела Уриела с којим је, наводно, започео комуникацију. Ди је записивао те "разговоре" и створио тзв. енохијански магијски систем. Слова енохијанског алфабета записивана су на велике плоче у редовима и колонама. Магијски печати и талисмани су прецизно исцртавани заједно с енохијанским словима на њима.
Због недостатка потпоре краљице Елизабете I, Ди је 1583. године напустио Енглеску и отишао на двор пољског принца Ласкyја. Заједно с Келијем пропутовао је Европу представљајући свој нови магијски систем. До 1584. боравио је у Прагу, под патронатом цара Рудолфа Другог., који је такође био заинтересован за херметизам.
Због оптужбе за бављење враџбинама које је поднела Католичка Црква, Ди и Кели су, у периоду 1586.-1588. године живели под патронатом чешког грофа Розенберга. Ту се Ди наставио бавити алхемијом и прорицањем будућност из кристала, а заједно с Келијем покушавао је призивати духове и потчињавати их својој вољи. Због таквих мрачних радњи, а на притисак римског папе, цар Рудолф Други. прогнао га је из Прага те се 1589. године, на позив краљице, вратио натраг у Енглеску.

### Задње године
Пре повратка у Енглеску, Ди је раскинуо пријатељство с Келиyјем. По доласку у домовину дочекала га је опљачкана кућа из које је однесен и добар део литературе, као и новца. Због тога је затражио помоћ од краљице која му је у новембру 1595. године доделила скромни положај директора Христовог Колеџа у Манчестеру.
Године 1605. нови краљ Јаков I отерао га је с тог положаја те се Ди вратио у породични дом у Мортлејку где је умро у сиромаштву 1608. године.

### Приватни живот
Џон Ди се женио три пута. С трећом женом Џејн Фромонд, с којом се венчао 1578. године имао је деветеро деце. Најстарији син Артур Ди био је такође алхемичар, астролог и херметички аутор.